# August Mikkelsen
August Mikkelsen (Tromsø, 24 ottobre 2000) è un calciatore norvegese, attaccante del Tromsø, in prestito dal Bodø/Glimt.

## Carriera

### Club
Ha iniziato a giocare nelle giovanili del Tromsdalen per poi passare al Tromsø nel 2015. Nel 2019 ha fatto ritorno al Tromsdalen in prestito ed il 5 agosto ha debuttato nell'incontro di 1. divisjon vinto 4-2 contro il Notodden. Rientrato al Tromsø è stato confermato in prima squadra ed il 12 maggio ha esordito in Eliteserien nella partita persa 2-1 contro l'Odd. Ad inizio 2021 ha firmato il suo primo contratto professionistico ed il 24 maggio ha segnato il suo primo gol contro il Sandefjord.
Nel gennaio del 2023 è stato acquistato a titolo definitivo dall'Hammarby, con cui ha firmato un quinquennale. Alla sua prima stagione in Svezia ha tuttavia reso al di sotto delle aspettative, segnando una sola rete in 21 incontri di Allsvenskan. Il 24 marzo 2024 è tornato in Norvegia dove ha firmato un quadriennale con il Bodø/Glimt.

### Nazionale
Ha giocato nelle nazionali giovanili norvegesi Under-19 ed Under-21.

## Statistiche

### Presenze e reti nei club
Statistiche aggiornate al 27 marzo 2025.
| Stagione        | Squadra         | Campionato      | Campionato | Campionato | Coppe nazionali | Coppe nazionali | Coppe nazionali | Coppe continentali | Coppe continentali | Coppe continentali | Altre coppe | Altre coppe | Altre coppe | Totale | Totale | Totale |
| Stagione        | Squadra         | Comp            | Pres       | Reti       | Comp            | Pres            | Reti            | Comp               | Pres               | Reti               | Comp        | Pres        | Reti        | Pres   | Reti   |        |
| --------------- | --------------- | --------------- | ---------- | ---------- | --------------- | --------------- | --------------- | ------------------ | ------------------ | ------------------ | ----------- | ----------- | ----------- | ------ | ------ | ------ |
| 2018            | Tromsdalen      | 1D              | 3          | 0          | CN              | 0               | 0               | -                  | -                  | -                  | -           | -           | -           | 3      | 0      |        |
| 2019            | Tromsø          | ES              | 2          | 0          | CN              | 0               | 0               | -                  | -                  | -                  | -           | -           | -           | 2      | 0      |        |
| 2020            | Tromsø          | ES              | 13         | 0          | CN              | 0               | 0               | -                  | -                  | -                  | -           | -           | -           | 13     | 0      |        |
| 2021            | Tromsø          | ES              | 27         | 8          | CN              | 0               | 0               | -                  | -                  | -                  | -           | -           | -           | 27     | 8      |        |
| 2022            | Tromsø          | ES              | 26         | 7          | CN              | 0               | 0               | -                  | -                  | -                  | -           | -           | -           | 26     | 7      |        |
| 2023            | Hammarby        | A               | 21         | 1          | CS+CS           | 1+3             | 0+1             | UECL               | 1                  | 0                  | -           | -           | -           | 26     | 2      |        |
| 2024-mar. 2025  | Bodø/Glimt      | ES              | 22         | 2          | CN              | 1               | 0               | UCL+UEL            | 2+3                | 2+0                | -           | -           | -           | 28     | 4      |        |
| 2025            | Tromsø          | ES              | 0          | 0          | CN              | 0               | 0               | -                  | -                  | -                  | -           | -           | -           | 0      | 0      |        |
| Totale Tromsø   | Totale Tromsø   | Totale Tromsø   | 68         | 15         |                 | 0               | 0               |                    | -                  | -                  |             | -           | -           | 68     | 15     |        |
| Totale carriera | Totale carriera | Totale carriera | 114        | 18         |                 | 5               | 1               |                    | 6                  | 2                  |             | -           | -           | 125    | 21     |        |

## Palmarès

### Club

#### Competizioni nazionali
- Eliteserien: 1

Bodø/Glimt: 2024
- Adeccoligaen: 1

Tromsø: 2020